# Holiday Peak
Holiday Peak är en bergstopp i Antarktis. Den ligger i Östantarktis. Nya Zeeland gör anspråk på området. Toppen på Holiday Peak är 1 500 meter över havet.
Terrängen runt Holiday Peak är huvudsakligen lite bergig.  Trakten är obefolkad. Det finns inga samhällen i närheten. 